# Dark Lord of Derkholm
The Dark Lord of Derkholm é um livro escrito por Diana Wynne Jones, que ganhou o prêmio Mythopoeic Fantasy Award for Children's Literature em 1999. O livro é uma paródia de um mundo de fantasia semelhante ao explorado em The Tough Guide to Fantasyland que foi escrito como se fosse um Guia de Viagem para grupos de peregrinos.

## Sinopse
A Grande Chanceler da Universidade de Magia, chamada Querida, recebeu mais de um milhão de cartas, de magos, fazendeiros, soldados, elfos, dragões e reis, pedindo que ela impedisse os grupos de peregrinos, turistas enviados de um mundo alternativo por Sr. Chesney, uma vez por ano.
Os turistas, esperando um parque de diversões, querem encontrar todas as atrações de um mundo de fantasia: acompanhar o sábio Mago Guia e enfrentar aventuras com piratas, as seduções de feiticeiras, fugir de monstros assustadores, e finalmente enfrentar o temido Senhor da Escuro e seus servos. Porém, atender todos os desejos desses turistas devasta os recursos dos habitantes e o que Sr. Chesney os paga não é o suficiente para cobrir os gastos.
Mas a Grande Chanceler não pode fazer nada, pois Sr. Chesney é mestre de um poderoso demônio. Em desespero ela e um grupo formado por um ladrão, um sacerdote e um mago vão consultar os Oráculos do deserto. Os Oráculos dizem que para se livrar definitivamente do Sr. Chesney eles devem nomear a primeira pessoa que eles encontrarem como Senhor do Escuro deste ano e a segunda pessoa como Mago Guia do último grupo de peregrinos do ano. Já na saída encontram as pobres almas: sobrou para o Mago Derk e seu filho Blade resolverem a enorme encrenca em que este mundo se encontra.

## Personagens
- Querida: Grande Chanceler da Universidade da Magia, ela é uma maga poderosa. Querida tem moralidade duvidosa, pois não titubeou ao colocar o Mago Derk e sua família em grande perigo para que eles se livrassem de Sr. Chesney para ela.
- Mago Derk: Um mago especializado em magia e genética, que usa especialmente a criação de novos animais, entre eles Grifos inteligentes que ele cria como os próprios filhos. Querida espera que ele seja um fiasco como Senhor do Escuro para que Sr. Chesney desista de enviar os grupos de peregrinos, mas ao fazer isso colocou toda a família de Derk em risco.
- Sr. Chesney: É um empresário que envia os grupos de peregrinos de um mundo paralelo e obriga os habitantes a obedecer suas ordens por um pagamento mínimo, aproveitando-se do temido demônio que controla.